# Olof Verelius
Olof Verelius, född 12 februari 1618 i Hässleby socken i Småland, död 3 januari 1682 i Uppsala, var en svensk runolog, språkforskare, fornforskare och historiker.

## Biografi
Olof Verelius var son till prästen Nicolaus Petri Ingatorpensis och Botilda Olofsdotter, men tog sig redan i ungdomen tillnamnet Verelius. Efter studier i Dorpat och Uppsala var han bland annat lärare åt adliga ynglingar och företog en utrikes resa 1648–1650, och författade därefter verket Epitomarum historiæ svio-gothicæ libri quatuor ("fyra böcker om den svensk-gotiska historien i sammandrag"), som på grund av sitt vackra latin senare kom att användas som läsebok. Redan i detta verk visar han en hög tanke om Sveriges forntid.
Verelius utnämndes 1652 till professor i Dorpat, men tillträdde aldrig tjänsten. I stället blev han 1653 akademiräntmästare i Uppsala, avböjde 1657 en lärostol i historia, men kallades till en personlig professur i fäderneslandets antikviteter vid Uppsala universitet 1662, och var dessutom bland annat riksantikvarie 1666 till 1675 och assessor vid Antikvitetskollegiet.
Verelius analyserade de isländska handskrifter som vid denna tid fördes till Uppsala, lärde sig språket, och utgav Index linguæ veteris scytho-scandicæ sive gothicæ, det första isländska lexikonet i Sverige (utgivet av Olof Rudbeck d.ä. 1691), samt utgav ett antal isländska sagor på isländska och i svensk översättning, bland annat Herröds och Boses saga, Hervarar saga (1672) och Gautreks och Rolfs Saga. Hans assistent vid utgivningen var islänningen Jón Jónsson från Rúgsstaðir på Island (1636–1679), även känd under namnet Jón Rúgmann eller Jonas Rugman.
Verelius har setts som grundläggare av den "hyperboreiska skolan", alltså teorin att forntidens svenskar vore de hyperboréer som nämnts i antik mytologi. Hans lärjunge Olof Rudbeck d.ä. blev senare den mest framstående företrädaren för teorin. Verelius historiesyn bidrog till att han hamnade i en långvarig tvist med professor Johannes Schefferus om var hednatemplet i Gamla Uppsala legat. Schefferus hävdade att templet skulle ha legat i nuvarande centrala Uppsala medan Verelius ansåg att platsen var där Gamla Uppsala kyrka nu står. Schefferus hade en mer vetenskaplig angreppsmetod; men man anser trots detta numera att Verelius hypotes var korrekt.
Olof Verelius gifte sig med Anna Gestricia, änka efter Isak Isthmenius och mor till Jacob Reenhielm som blev riksantikvarie. Verelius fick inga egna barn, utan bara styvbarn. Han ligger begravd på Uppsala gamla kyrkogård.